# Rita Grande
Rita Grande (Nápoly, 1975. március 23.) olasz teniszezőnő. 1990-ben kezdte profi pályafutását mely alatt három WTA és egy ITF-tornát nyert, 2005-ben vonult vissza a versenyzéstől. Legjobb világranglista-helyezése huszonnegyedik volt, ezt 2001 novemberében érte el.

## Eredményei Grand Slam-tornákon

### Egyéniben
| Torna           | 2005  | 2004  | 2003  | 2002  | 2001  | 2000  | 1999  | 1998  | 1997  | 1996  | 1995  |
| --------------- | ----- | ----- | ----- | ----- | ----- | ----- | ----- | ----- | ----- | ----- | ----- |
| Australian Open | -     | 1.kör | 2.kör | 4.kör | 4.kör | 1.kör | 3.kör | 2.kör | 2.kör | 3.kör | -     |
| Roland Garros   | -     | 2.kör | 3.kör | 3.kör | 4.kör | 2.kör | 1.kör | 2.kör | 1.kör | 2.kör | -     |
| Wimbledon       | -     | 4.kör | 2.kör | 2.kör | 1.kör | 2.kör | 2.kör | 2.kör | 1.kör | 1.kör | -     |
| US Open         | 1.kör | 1.kör | 1.kör | 1.kör | 1.kör | 2.kör | 2.kör | 1.kör | 2.kör | 4.kör | 2.kör |

## Év végi világranglista-helyezései
| Év       | 1990 | 1991 | 1992 | 1993  | 1994 | 1995 | 1996 | 1997 | 1998 | 1999 | 2000 | 2001 | 2002 | 2003 | 2004 | 2005  |
| Helyezés | 406. | 364. | 443. | 183.. | 140  | 74.  | 65.  | 44.  | 60.  | 54.  | 78.  | 24.  | 46.  | 70.  | 103. | 1081. |

## Külső hivatkozások
- Rita Grande profilja a WTA oldalán (angolul)